# Die Kerze

Lew Tolstoi, Porträt von Iwan Kramskoi, 1873

Die Kerze (russisch Свечка, Swetschka) ist eine Erzählung von Lew Tolstoi, die im Sommer 1885 entstand und 1886  in der Januarausgabe der Literaturbeilage Knischki Nedeli (Wochenbüchlein) zum Petersburger Literaturwochenblatt Die Woche sowie im selben Jahr in Tolstois 4. Russischen Lesebuch des Sammelbandes Rasskasy is «Nowoi asbuki», ebenfalls in Petersburg, erschien.
Tolstoi leitet seinen Text mit einer Bibelthese ein.

## Inhalt
Der Gutsbesitzer lebt in Moskau und hat auf seinem Dorfe in der russischen Provinz als Amtmann Michail Semjonowitsch, einen ehemaligen Leibeigenen, eingesetzt. Der schindet die leibeigenen Bauern. Der Gutsbesitzer überhört die Klagen seiner Bauern und lässt den Leuteschinder im Amt. Der Bauer Semjon ist an den Peitschenhieben des Amtmanns gestorben. Den Bauern Anisim hat der Amtmann im Block totgequält. Weil der Bauer Sidor beim Holzfällen versehentlich eine Linde erwischte, hat ihm der Amtmann das Gesicht blutig geschlagen. Der Bauer Wassilij Mirajew wird jede Woche gepeitscht. Zudem hat ihm der Amtmann die Frau genommen. Wassilij Mirajew ruft zum Widerstand auf. Bei der nächsten Quälerei soll der Amtmann vom Pferde gezerrt und erschlagen werden. Peter Michejitsch, ein stiller Bauer, hält dagegen und verlangt: „Füge dich dem Bösen, und das Böse wird sich dir fügen.“ Als alle Bauern am Ostermontag pflügen müssen, klebt Peter Michejitsch eine brennende Wachskerze auf das Querholz seines Pfluges. Die Bauern um Peter herum staunen über das Osterwunder. Weder der Wind noch Drehen und Wenden des Pfluges vermögen die Kerzenflamme zu löschen.
Der Amtmann feiert daheim Ostern und lässt die pflügenden Bauern vom Dorfschulzen überwachen. Letzterer muss berichten. Als der Amtmann von dem Wunder erfährt, fühlt er sich von Peter Michejitsch besiegt. Der Amtmann will nach dem Rechten sehen und reitet aus. Die Bauern hüten sich vor ihm, aus Angst angeschrien oder bestraft zu werden. Völlig allein, muss er vom Pferd absteigen, um das Tor zu öffnen. Als er aufs Pferd steigt, scheut es sich vor einem Schwein. Der Amtmann stürzt und wird im Herunterfallen an einer  Zaunpfahlspitze aufgespießt. Keiner kommt ihm zu Hilfe. Neben dem Toten bleibt eine Blutlache liegen. „Die Erde hatte es [das Blut] nicht aufsaugen wollen.“ Als die Männer beim Zurückkommen ihn merken, erstarren alle vor Schreck. Nur Peter Michejitsch hebt die Amtsmanleiche auf und legt sie stumm zum Abtransportieren auf den Wagen.

## Deutschsprachige Ausgaben
- Die Kerze. Deutsch von Arthur Luther. S. 94–104 in: Gisela Drohla (Hrsg.): Leo N. Tolstoj. Sämtliche Erzählungen. Fünfter Band. Insel, Frankfurt am Main 1961 (2. Aufl. der Ausgabe in acht Bänden 1982)
- Die Kerze. S. 93–111 in Leo Tolstoi: Wo die Liebe ist, da ist auch Gott. Erzählungen. Übersetzung ins Deutsche Arthur Luther. Brunnen Verlag, Gießen 2007 (6. Aufl. 2016), ISBN 978-3-7655-1956-7